# 16813 Ronmastaler
16813 Ronmastaler este o planetă minoră (asteroid), cu un diametru de 2,942 km, din centura de asteroizi. A fost descoperită pe 23 octombrie 1997 la Observatorul Național Kitt Peak de Spacewatch. 
Obiectul prezintă o orbită caracterizată de o semiaxă mare de 2,1828557 UAi, o excentricitate de 0,13, o înclinație de 3,07533 ° în raport cu ecliptica.